# Akner (Sjoenik)
Akner is een plaats in Armenië. Deze plaats ligt in de marzer (provincie) Sjoenik op 168 kilometer (hemelsbreed) van Jerevan (de hoofdstad van Armenië). 